# Östra militärområdet
Östra militärområdet (Milo Ö), ursprungligen IV. militärområdet, var ett militärområde inom svenska Försvarsmakten som verkade åren 1942–1991. Förbandsledningen var förlagd i Strängnäs garnison i Strängnäs.

## Historik
Östra militärområdet grundades 1942 som IV.militärområdet (fjärde militärområdet) och leddes av en militärbefälhavare, vilken tillfördes ansvaret för den territoriella och den markoperativa uppgiften. 1966 gjorde en namnändring av militärområdet till Östra militärområdet. Samtidigt tillfördes de operativa uppgifterna från marinkommandochefer och jakteskaderchefer, vilket gjorde att militärbefälhavaren fick ansvar för den samlade operativa ledning för samtliga stridskrafter inom militärområdet, samt ansvarade även för den territoriella och den markoperativa uppgiften. 
Östra militärområdets stab var belägen i Strängnäs och ingick i Strängnäs garnison. 1991 slogs militärområdet samman med Bergslagens militärområde (Milo B) och bildade Mellersta militärområdet (Milo M), vilket i praktiken kom att täcka hela Svealand. 

## Försvarsområden
Militärområdet var uppdelat i ett antal försvarsområden vilka täckte Stockholms län, Södermanlands län, Uppsala län och Östergötlands län. Mellan åren 1966 och 1982 omfattade det även Gävleborgs län. I samband med OLLI-reformen, vilken pågick mellan åren 1973–1975, uppgick försvarsområdesstaberna inom militärområdet i ett brigadproducerande regemente och bildade ett försvarsområdesregemente. Dock skedde ett undantag från denna regel inom Östra militärområdet. Varken Livgardets dragoner eller Upplands signalregemente var något brigadproducerande regemente, men blev ändå försvarsområdesregementen.
| Fo 41 - Fo 41 – Linköpings försvarsområde, 1942–1975 - Fo 41 – Östergötlands försvarsområde, 1975–1997 (Uppgick 1998 i Fo 43) Fo 42 - Fo 42 – Norrköpings försvarsområde, 1942–1953 (Uppgick 1953 i Fo 41) - Fo 42 – Gotlands försvarsområde, 1983–2000 (Ingick i Gotlands militärkommando) Fo 43 - Fo 43 – Strängnäs försvarsområde, 1942–1973 - Fo 43 – Södermanlands försvarsområde, 1973–1997 - Fo 43 – Södermanlands och Östergötlands försvarsområde, 1998–2000 Fo 44 - Fo 44 – Stockholms försvarsområde, 1942–2000 Fo 45 - Fo 45 – Norrtälje försvarsområde, 1942–1946 (Uppgick 1947 i Fo 44 och Fo 47) | Fo 46 - Fo 46 – Stockholms skärgårds försvarsområde, 1942–1946 - Fo 46 – Vaxholms försvarsområde, 1947–1975 (Uppgick 1975 i Fo 44) Fo 47 - Fo 47 – Uppsala försvarsområde, 1942–1974 - Fo 47 – Uppsala försvarsområde, 1974–1997 - Fo 47 – Uppsala och Västmanlands försvarsområde, 1998–2000 Fo 48 - Fo 48 – Västerås försvarsområde, 1947–1974 - Fo 48 – Västmanlands försvarsområde, 1974–1997 (Uppgick 1998 i Fo 47) Fo 49 - Fo 49 – Gävle försvarsområde, 1966–1973 - Fo 49 – Gävleborgs försvarsområde, 1973–1982 (Överfördes 1982 till Nedre Norrlands militärområde) |

## Ingående enheter
Från 1942 till den 30 juni 1991 ingick nedanstående förband, staber och skolor i Östra militärområdet. Åren 1942–1966 var endast arméstridskrafterna underställda militärbefälhavaren, då de marina- och flygvapenförbanden var underställda marinkommandon samt flygeskadrar. År 1966 upplöstes marinkommandona samt flygeskadrarna och samtliga förband i östra Sverige underställdes militärbefälhavaren. Militärområdena omfattade då samtliga försvarsgrenar.

### Organisation 1945
- IV. militärbefälsstaben, Stockholm.[2]
- A 1 – Svea artilleriregemente (A 1), Stockholm.
- I 1 – Svea livgarde, Stockholm.
- I 4 – Livgrenadjärregementet, Linköping.
- I 8 – Upplands regemente, Uppsala
- Ing 1 – Svea ingenjörkår, Stockholm.
- Int 1 – Första intendenturkompaniet, Stockholm.
- Lv 2 – Östgöta luftvärnsregemente, Linköping.
- Lv 3 – Stockholms luftvärnsregemente, Stockholm.
- K 1 – Livregementet till häst, Stockholm.
- P 1 – Göta pansarlivgarde, Enköping
- P 3 – Södermanlands pansarregemente, Strängnäs.
- S 1 – Signalregementet, Stockholm.
- T 1 – Svea trängkår, Linköping.
- Tyg 1 – Första tygkompaniet, Stockholm.

### Organisation 1955
- IV. militärbefälsstaben, Strängnäs.[3]
- A 1 – Svea artilleriregemente (A 1), Stockholm.
- I 1 – Svea livgarde, Stockholm.
- I 4 – Livgrenadjärregementet, Linköping.
- I 8 – Upplands regemente, Uppsala.
- IB 1 – Gula brigaden, Stockholm.
- IB 4 – Grenadjärbrigaden, Linköping.
- IB 28 – Upplandsbrigaden, Uppsala
- IB 34 – Östgötabrigaden, Linköping.
- IB 38 – Västmanlandsbrigaden, Uppsala.
- Ing 1 – Svea ingenjörkår, Stockholm.
- K 1 – Livgardesskvadronen, Stockholm.
- Lv 2 – Östgöta luftvärnsregemente, Linköping.
- Lv 3 – Stockholms luftvärnsregemente, Norrtälje.
- P 1 – Göta pansarlivgarde, Enköping.
- P 10 – Södermanlands pansarregemente, Strängnäs.
- PB 6 – Blåa brigaden, Enköping.
- PB 10 – Södermanlandsbrigaden, Strängnäs.
- S 1 – Signalregementet, Stockholm.
- Ss – Stockholms stabskompani, Stockholm.
- T 1 – Svea trängregemente, Linköping.

### Organisation 1964
- IV. militärbefälsstaben, Strängnäs.[3]
- A 1 – Svea artilleriregemente (A 1), Linköping.
- I 1 – Svea livgarde, Stockholm.
- I 4 – Livgrenadjärregementet, Linköping.
- IB 1 – Gula brigaden, Stockholm.
- IB 4 – Grenadjärbrigaden, Linköping.
- IB 38 – Upplandsbrigaden, Stockholm.
- Ing 1 – Svea ingenjörregemente, Stockholm.
- K 1 – Livgardesskvadronen, Stockholm.
- Lv 3 – Roslagens luftvärnsregemente, Norrtälje.
- P 1 – Göta livgarde, Enköping.
- P 10 – Södermanlands regemente, Strängnäs.
- PB 6 – Blåa brigaden, Enköping.
- PB 10 – Södermanlandsbrigaden, Strängnäs.
- S 1 – Upplands signalregemente, Uppsala.
- Ss – Stockholms stabskompani, Stockholm.
- T 1 – Svea trängregemente, Linköping.
- TygS – Tygförvaltningsskolan, Stockholm

### Organisation 1971
- Milo Ö – Östra militärområdesstaben, Strängnäs.
- MKG – Gotlands militärkommando, Visby
- A 1 – Svea artilleriregemente, Linköping.
- F 1 – Västmanlands flygflottilj, Västerås.
- F 3 – Östgöta flygflottilj, Malmslätt
- F 2 – Roslagens flygkår, Hägernäs.
- F 8 – Svea flygkår, Barkarby.
- F 11 – Södermanlands flygflottilj, Nyköping.
- F 13 – Bråvalla flygflottilj, Norrköping.
- F 15 – Hälsinge flygflottilj, Söderhamn.
- F 16 – Upplands flygflottilj Uppsala
- F 18 – Södertörns flygflottilj, Tullinge.
- F 20 – Flygvapnets Krigsskola, Uppsala.
- I 1 – Svea livgarde, Kungsängen.
- I 4 – Livgrenadjärregementet, Linköping.
- I 14 – Hälsinge regemente, Gävle.
- IB 1 – Gula brigaden, Kungsängen.
- IB 4 – Grenadjärbrigaden, Linköping.
- IB 14 – Gästrikebrigaden, Gävle.
- IB 44 – Hälsingebrigaden, Gävle.
- IB 38 – Upplandsbrigaden, Kungsängen.
- Ing 1 – Svea ingenjörregemente, Södertälje.
- K 1 – Livgardesskvadronen, Stockholm.
- KA 1 – Vaxholms kustartilleriregemente, Vaxholm.
- Lv 3 – Roslagens luftvärnsregemente, Norrtälje.
- P 1 – Göta livgarde, Enköping.
- P 10 – Södermanlands regemente, Strängnäs.
- PB 6 – Blåa brigaden, Enköping.
- PB 10 – Södermanlandsbrigaden, Strängnäs.
- S 1 – Upplands signalregemente, Uppsala.
- SK – Stockholms kustartilleriförsvar, Vaxholm.
- T 1 – Svea trängregemente, Linköping.
- ÖrlB O – Ostkustens örlogsbas, Muskö.
- ÖrlBavd Ro – Roslagens örlogsbasavdelning, Uppsala.

### Organisation 1987
- Milo Ö – Östra militärområdesstaben,  Strängnäs.
- MKG – Gotlands militärkommando, Visby
- A 1 – Svea artilleriregemente, Linköping.
- F 13 – Bråvalla flygflottilj, Norrköping.
- F 16 – Upplands flygflottilj Uppsala
- F 20 – Flygvapnets Uppsalaskolor, Uppsala.
- I 1/Fo 44 – Svea livgarde, Kungsängen.
- I 4/Fo 41 – Livgrenadjärregementet, Linköping.
- IB 4 – Grenadjärbrigaden, Linköping.
- IB 38 – Gula brigaden, Kungsängen.
- Ing 1 – Svea ingenjörregemente, Södertälje
- KA 1 – Vaxholms kustartilleriregemente, Vaxholm.
- Lv 3 – Roslagens luftvärnsregemente, Norrtälje.
- MekB 10 – Södermanlandsbrigaden, Strängnäs.
- P 10/Fo 43 – Södermanlands regemente, Strängnäs.
- S 1/Fo 47/48 – Upplands regemente, Uppsala.
- SK – Stockholms kustartilleriförsvar, Vaxholm.
- ÖrlB O – Ostkustens örlogsbas, Muskö.

### Organisation 1991
- Milo Ö – Östra militärområdesstaben,  Strängnäs.
- MKG – Gotlands militärkommando, Visby
- A 1 – Svea artilleriregemente, Linköping.
- AF 2 – Östgöta arméflygbataljon, Malmslätt.
- F 13 – Bråvalla flygflottilj, Norrköping.
- F 16 – Upplands flygflottilj Uppsala
- F 20 – Flygvapnets Uppsalaskolor, Uppsala.
- I 1/Fo 44 – Svea livgarde, Kungsängen.
- I 4/Fo 41 – Livgrenadjärregementet, Linköping.
- IB 1 – Gula brigaden, Kungsängen.
- IB 4 – Grenadjärbrigaden, Linköping.
- Ing 1 – Svea ingenjörregemente, Södertälje
- KA 1 – Vaxholms kustartilleriregemente, Vaxholm.
- Lv 3 – Roslagens luftvärnsregemente, Norrtälje.
- P 10/Fo 43 – Södermanlands regemente, Strängnäs.
- MekB 10 – Södermanlandsbrigaden, Strängnäs.
- S 1/Fo 47/48 – Upplands signalregemente, Uppsala.
- MKO – Ostkustens marinkommando, Muskö.

## Förläggningar och övningsplatser
Inför att staben organiserades, förlades den 1942 till Stureplan 1 i Stockholm. Den 31 maj 1949 omlokaliserades den till Livgardets Kavallerikasern vid Lidingövägen 28. Från den 12 juni 1963 förlades staben till en nybebyggd fastighet i anslutning till Södermanlands regemente (P 10). År 1966 uppfördes ytterligare en byggnad intill huvudbyggnaden. När Östra militärområdet och Bergslagens militärområde sammanslogs, övertogs fastigheten av Mellersta militärområdet. Och den 1 juli 2000 övertogs fastigheten av Mellersta militärdistriktet. Efter att Mellersta militärdistriktet upplöstes och avvecklades 2005, lämnades fastigheten den 30 juni 2007. Våren 2015 revs de två kontorskomplexen. Till fastigheten tillhörde en båtbrygga samt en helikopterflygplats.

## Förbandschefer
Militärbefälhavaren för IV. militärområdet, från 1966 Östra militärområdet, innehade även befattningen överkommendanten i Stockholm.

### Militärbefälhavare
- 1942–1943: Erik Testrup
- 1943–1944: Helge Jung
- 1944–1945: Arvid Moberg [b]
- 1945–1957: Gustaf Dyrssen
- 1957–1961: Bert Carpelan
- 1961–1967: Gustav Åkerman
- 1967–1969: Carl Eric Almgren
- 1969–1974: Ove Ljung
- 1974–1976: Nils Sköld
- 1976–1982: Gunnar Eklund
- 1982–1988: Bengt Lehander
- 1988–1991: Bror Stefenson

### Ställföreträdande militärbefälhavare
- 1942–1945: Arvid Moberg
- 1945–1953: Pehr Janse
- 1953–1955: Sven Erhard Öberg
- 1955–1959: Hadar Cars
- 1959–1963: Bengt Brusewitz
- 1963–1967: Carl A:son Klingenstierna

### Milostabschefer
- 1942–1946: Gunnar af Klintberg
- 1946–1949: Carl-Johan Wachtmeister
- 1949–1952: Per Tamm
- 1952–1955: Carl Eric Svärd
- 1955–1957: Åke Wahlgren
- 1957–1959: Jan-Erik Vilhelm Landin
- 1959–1960: Bengt Liljestrand
- 1960–1961: Stig Waldenström
- 1961–1965: Karl-Gösta Lundmark
- 1966–1970: Bengt Lundvall
- 1970–1973: Hans Neij
- 1973–1978: Nils-Fredrik Palmstierna
- 1978–1980: Erik Bengtsson
- 1980–1984: Gustaf Welin
- 1984–1985: Roland Grahn
- 1985–1990: Jörn Beckmann
- 1990–1991: Bengt Anderberg

## Namn, beteckning och förläggningsort
| IV. militärområdet   | 1942-10-01 | – | 1966-09-30 |
| Östra militärområdet | 1966-10-01 | – | 1991-06-30 |

| IV. Milo | 1942-10-01 | – | 1966-09-30 |
| Milo Ö   | 1966-10-01 | – | 1991-06-30 |

| Stockholms garnison (F) | 1942-10-01 | – | 1963-06-11 |
| Strängnäs garnison (F)  | 1963-06-12 | – | 1991-06-30 |

## Galleri

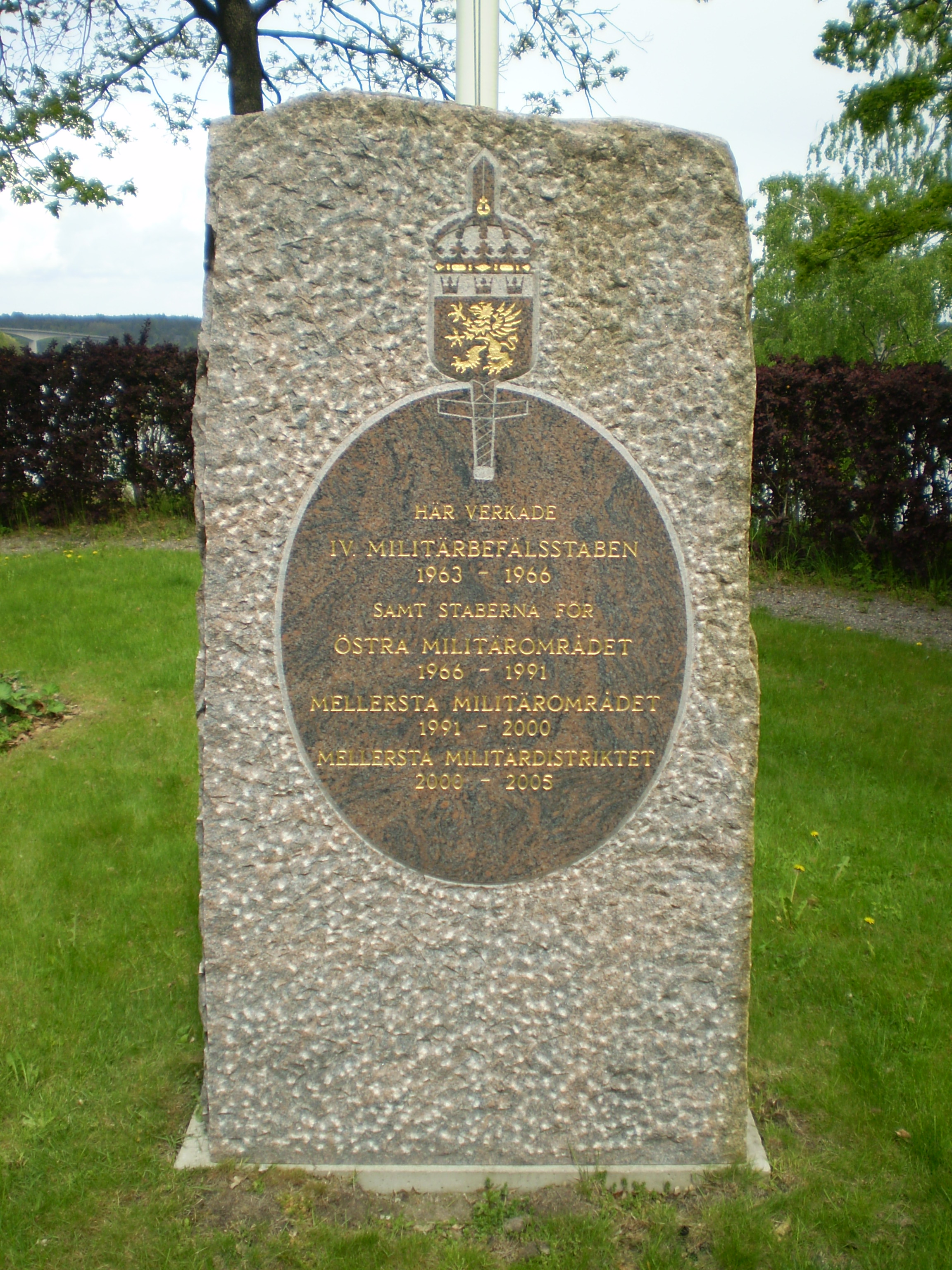
Minnessten
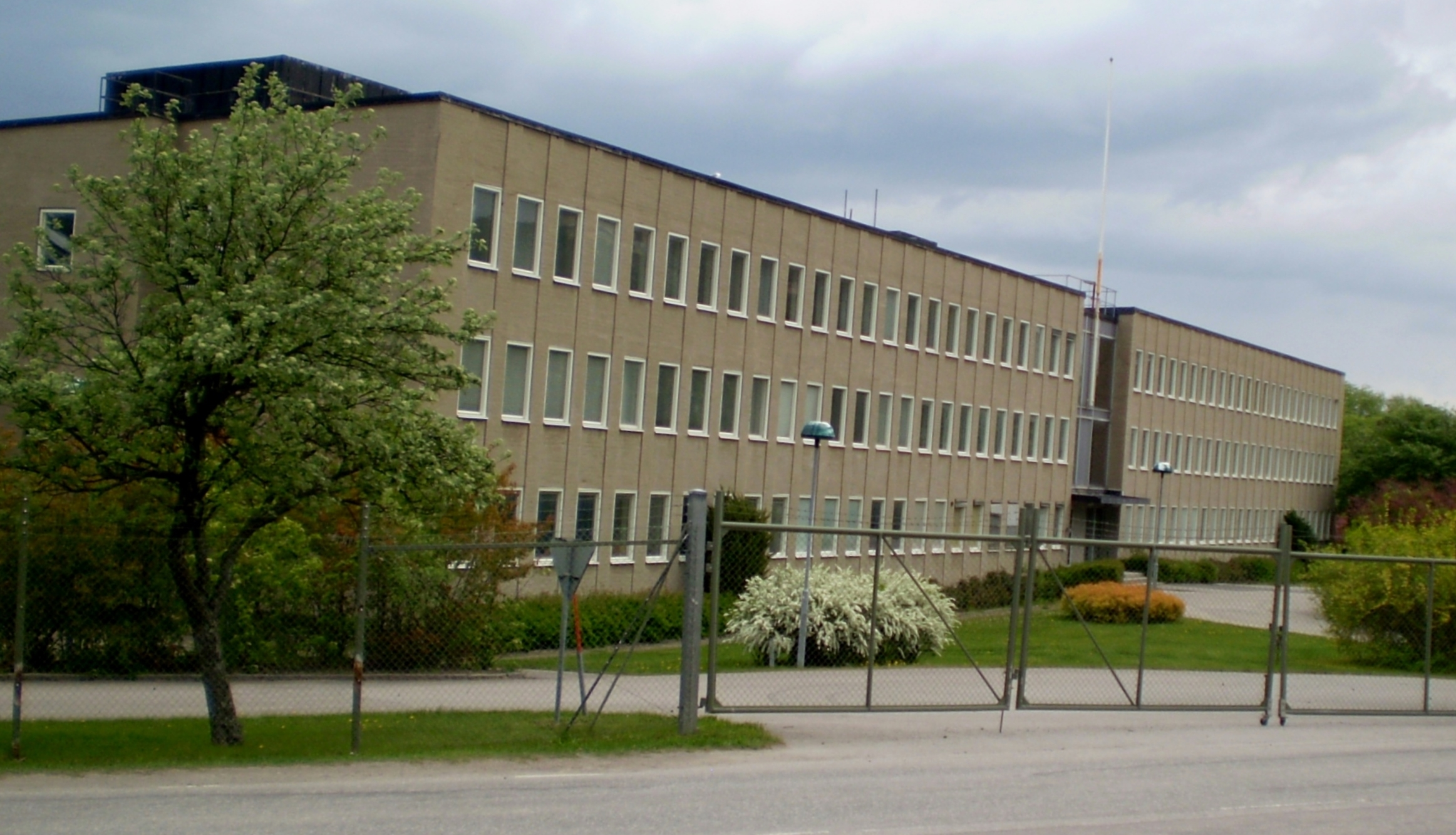
Stabsbyggnaden (2009)
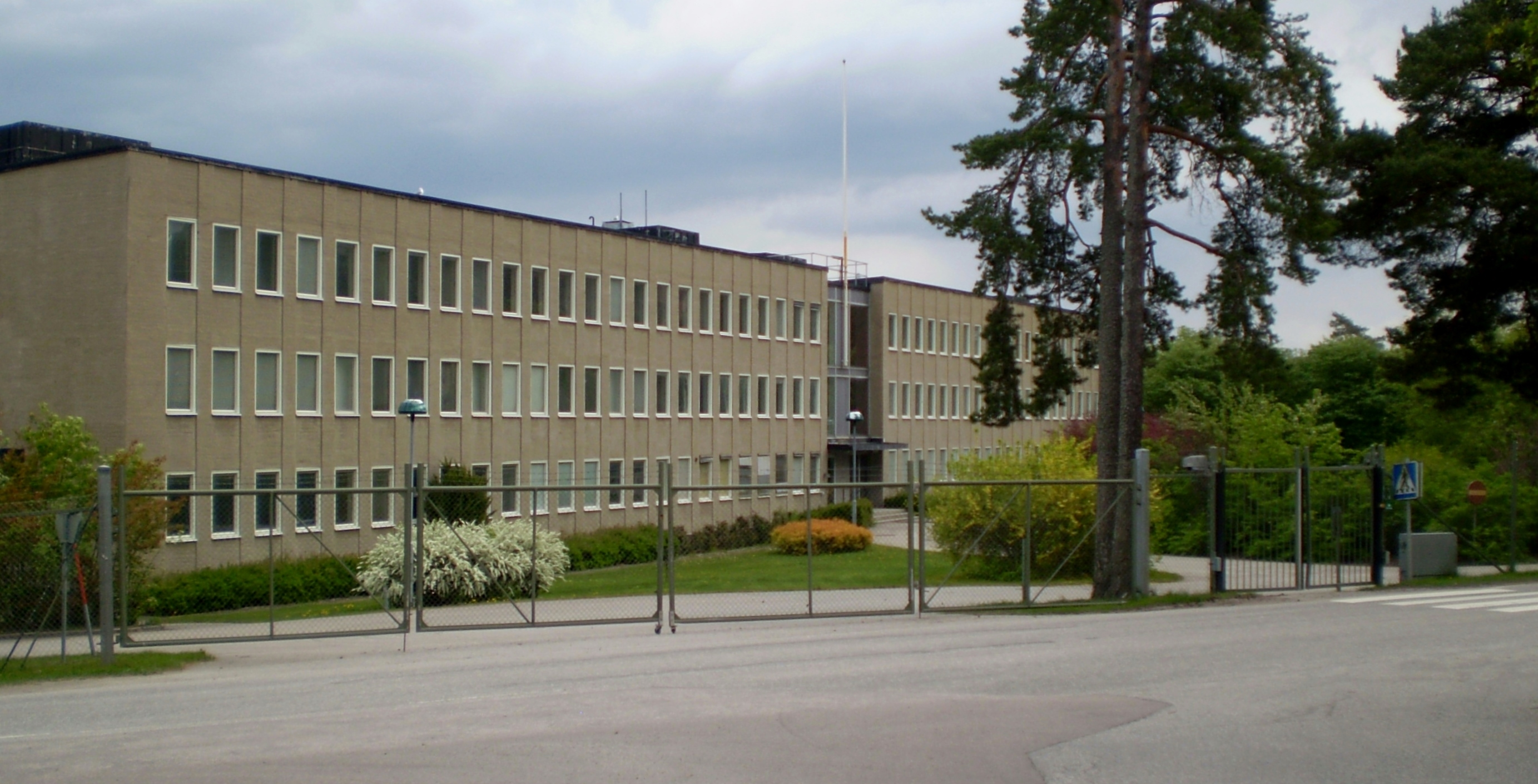
Stabsbyggnaden (2009)
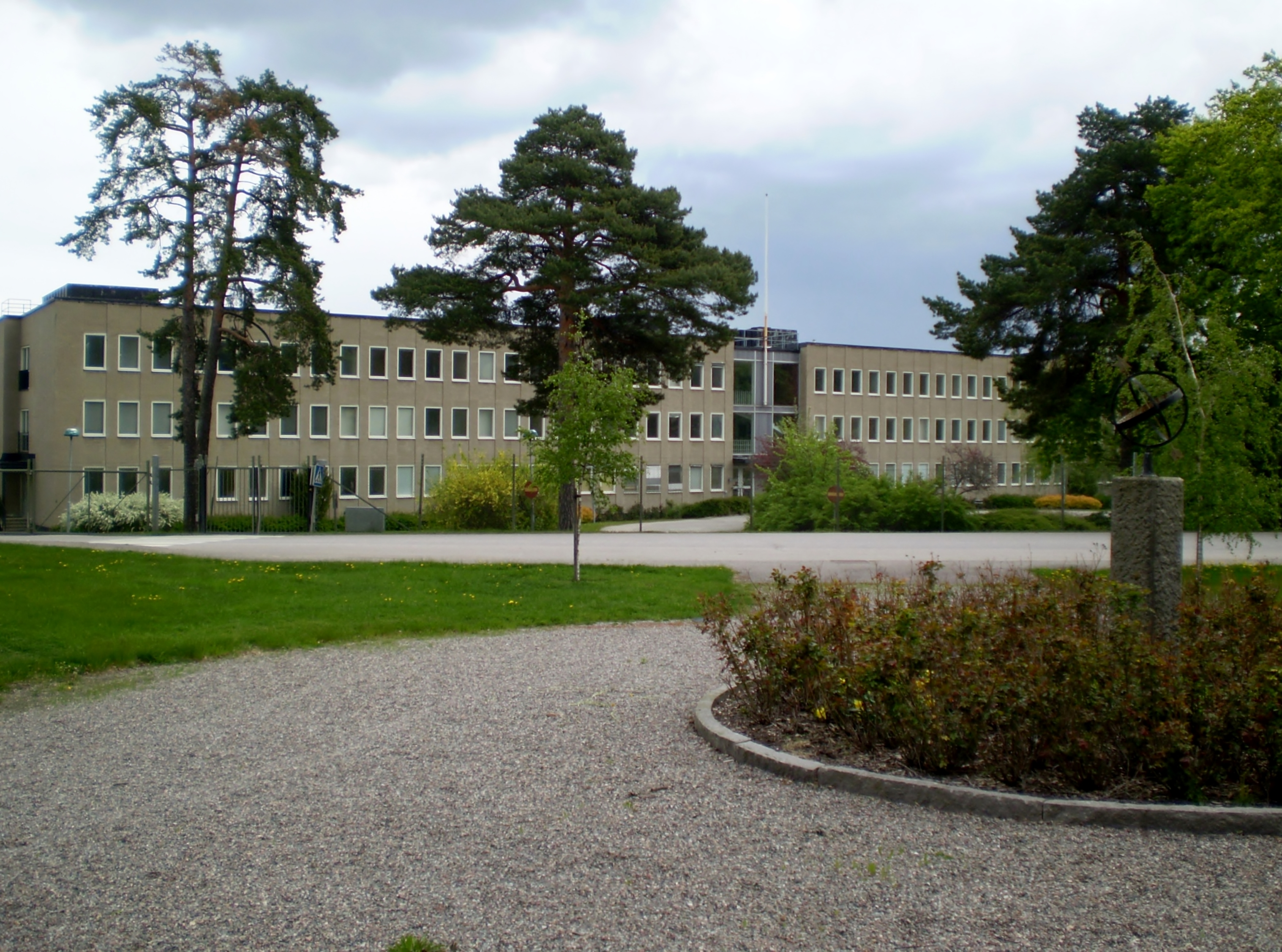
Stabsbyggnaden (2009)
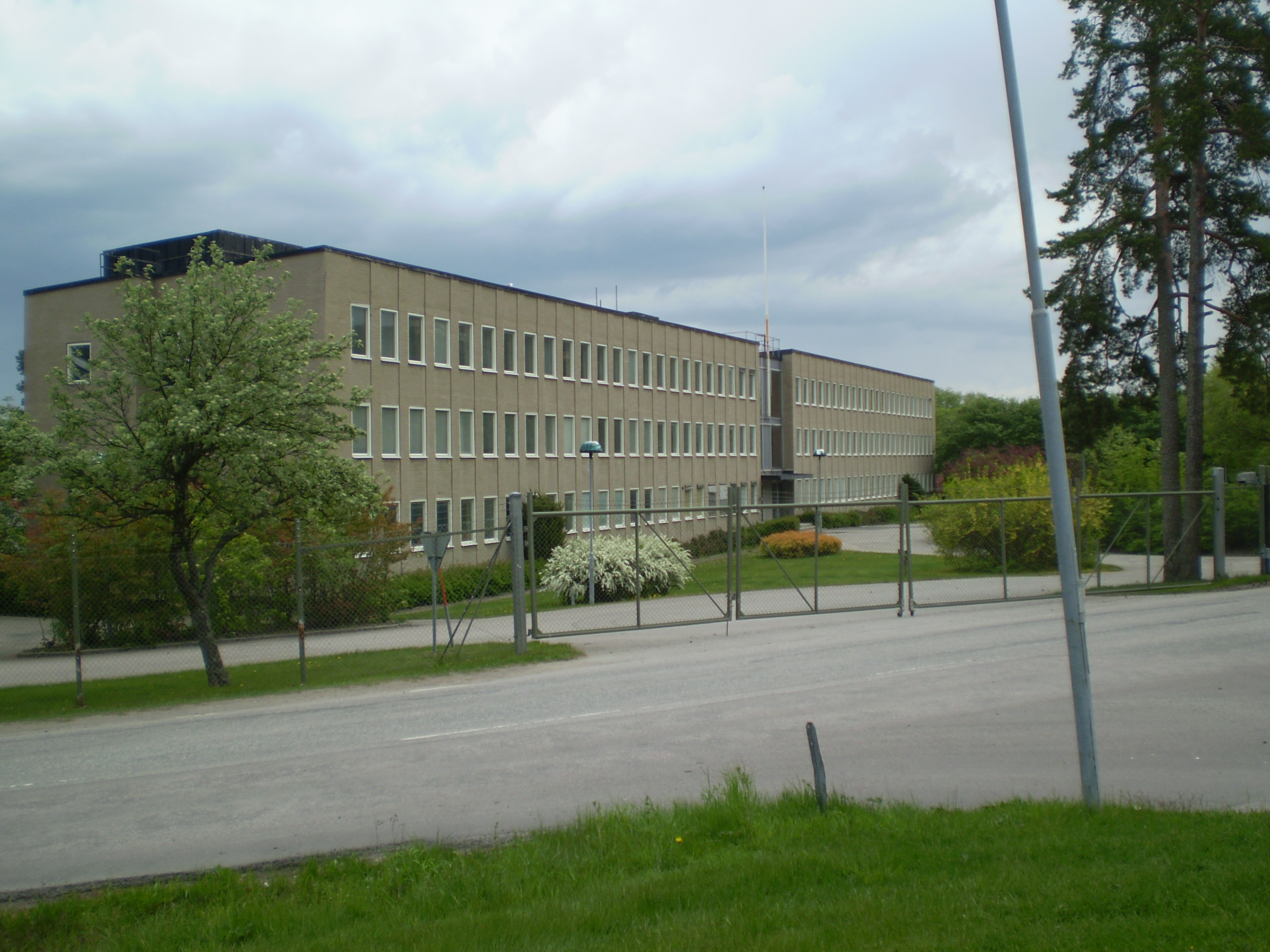
Stabsbyggnaden (2009)